# Calogero

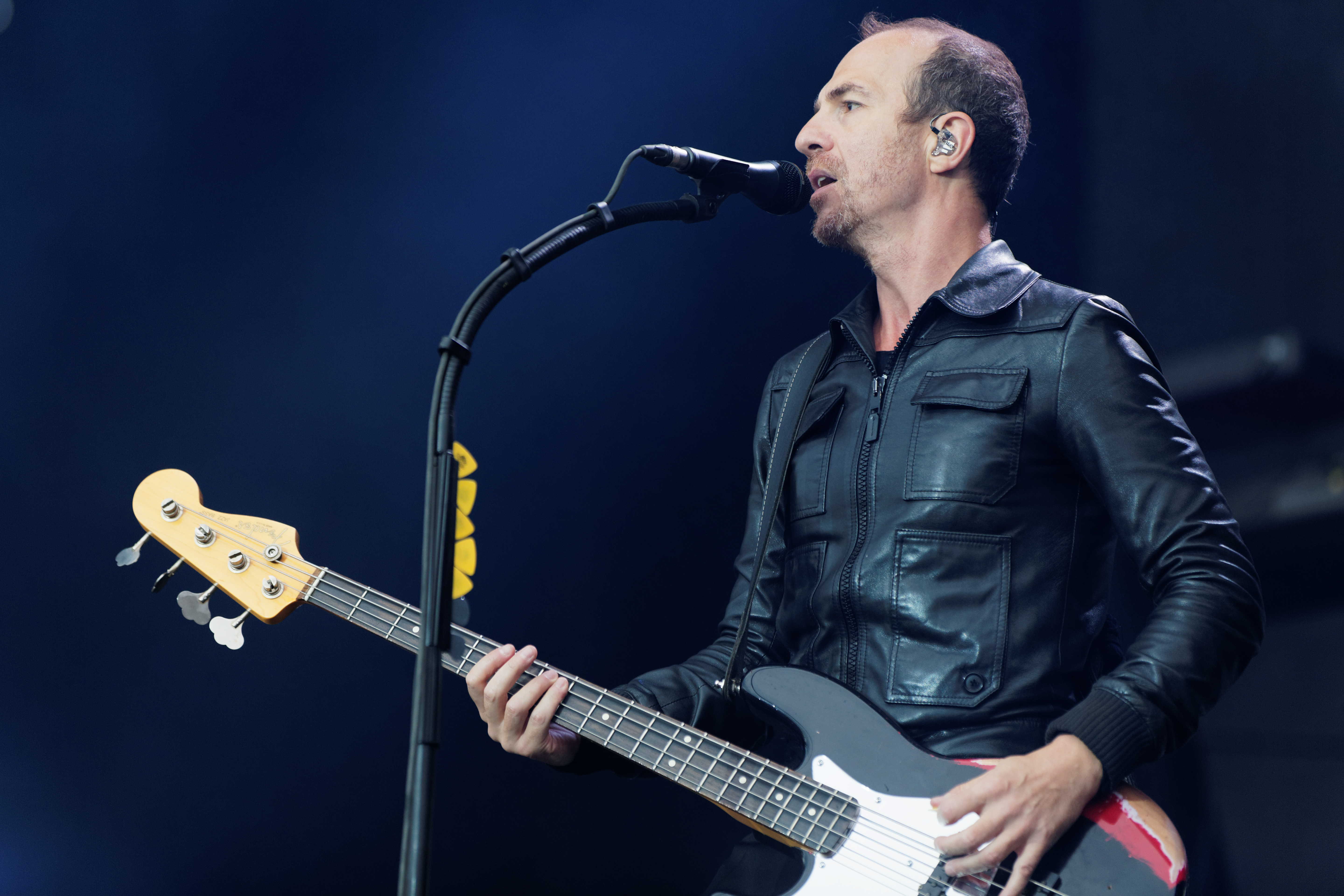
Calogero en 2015.

Calogero (Échirolles, Francia, 30 de julio de 1971) es un músico francés de origen siciliano.
Fue el cantante y escritor del grupo francés Les Charts, los cuales grabaron 5 álbumes: L'Océan sans Fond (1989), Notre Monde à Nous (1991), Hannibal (1994), Acte 1 (1995) y Changer (1997).
Conforme el grupo empezó a perder su éxito, Calogero decidió lanzarse como solista, y finalmente, en el año 2000, saco su primer álbum Au milieu des Autres.
Las letras movidas, y la frágil voz de Calogero, lo han convertido en uno de los más destacados cantantes franceses de pop/rock.

## Primeros años
A los seis años de edad, Calogero ya había mostrado cierto interés en la música. Rápidamente aprendió a tocar varios instrumentos, incluyendo la flauta, el piano, el bajo y la guitarra.
En 1986 se convirtió en el cantante y escritor de una banda llamada Les Charts la cual comenzó con su hermano, Gioacchino, y su amigo de la infancia, Francis Maggiulli. Entre 1989 y 1997, Les Charts realizaron cinco álbumes: L'Océan sans Fond (1989), Notre Monde à Nous (1991), Hannibal (1994), Acte 1 (1995) y Changer (1997).

## Carrera de solista
Cuando la banda empezó a perder su impulso, Calogero decidió lanzarse como solista y recopiló conexiones importantes, escribiendo canciones y colaborando con artistas famosos como son Zazie y Pascal Obispo; este último, ayudó a Calogero a realizar su primer álbum como solista Au milieu des Autres (En medio de otros) (2000).
Su segundo álbum, Calogero (2002) fue un importante éxito con los sencillos "En apesanteur" (en ingravidez), "Aussi libre que moi" (Tan libre como yo), "Tien an men" y "Prendre racine" (sujetar raíces).
En el 2004, Calogero realizó 3, también conocido como "Calog3ro" , destacando "Face à la mer" un dueto con el rapero francés Passi y muchos otros singles como "Yalla”, "Si seulement je pouvais lui manquer" (Si tan solo pudiera hacerle falta), "Un Jour parfait" (Un día perfecto) y “Safe Sex” (Sexo seguro).
Calogero realizó su cuarto álbum Pomme C el 12 de marzo de 2007, el cual, con los singles "Le Saut de l'ange" (El salto del ángel), "Pomme C" (Manzana C), y "Danser encore" (Bailar todavía) marcó el inicio de un nuevo estilo musical.
Finalmente, el 20 de abril de 2009, Calogero demostró su capacidad de compositor musical con el álbum de oro “L’Embellie” (El Adorado), destacando "L'ombre et la lumière", un dueto con el cantante francés Grand Corps Malade, junto con los singles "C'est dit" (Es Decir) y "La fin de la fin du monde" (El fin del fin del mundo). “L’Embellie”, alcanzó el primer puesto en Francia, y Bélgica.

## Estilo musical
Calogero describe su propio estilo musical como "pop rock". También dice que le gusta el trabajo de varios artistas como Barbara, William Sheller, The Cure y The Who cuyas "vocales y melodías son muy importantes para el". También tiene una especial admiración por the Beatles, especialmente por Paul McCartney cuya canción "Live and Let Die" la cual canta en Live 1.0.
Entre Au Milieu Des Autres, y L'Embellie su estilo musical ha evolucionado de manera significante. Cabe agregar que su cuarto álbum Pomme C, tiene un sonido más cercano a su personalidad.
Calogero es principalmente bajista, pero también toca el teclado, y la guitarra. En su primer álbum como solista, el toca la guitarra, y en sus siguientes álbumes, el toca el bajo.

## Discografía

### Álbumes
- Au milieu des autres, 1999
- Calogero, 2002
- 3, 2004
- Live 1.0, 2005
- Pomme C, 2007
- L'Embellie, 2009

### Sencillos
- "Prendre l'air", 1999
- "De Cendre et de Terre", 2000
- "Devant toi", 2000
- "Aussi libre que moi", 2001
- "En apesanteur", 2002
- "Tien An Men", 2003
- "Prendre Racine", 2003
- "Yalla", 2003
- "Face à la mer", 2004
- "Si seulement je pouvais lui manquer", 2004
- "Safe Sex", 2005
- "Devant toi", 2005
- "Un Jour parfait", 2005
- "Le Saut de l'ange", 2007
- "Pomme C", 2007
- "Danser encore", 2008
- "La débâcle des sentiments", 2008
- "C'est dit", 2009
- "L'ombre et la lumière", dueto con Grand Corps Malade, 2009
- "La fin de la fin du monde", 2009

- Datos: Q559502
- Multimedia: Calogero / Q559502